# خائیمه اولیاس
خائیمه اولیاس (اسپانیایی: Jaime Olías‎؛ زادهٔ ۲۲ دسامبر ۱۹۸۹) بازیگر،  کارگردان فیلم و فیلم‌نامه‌نویس اهل اسپانیا است.
از فیلم‌ها یا برنامه‌های تلویزیونی که وی در آن نقش داشته است، می‌توان به پنجره‌های باز، فارغ‌التحصیلی روح، بانو با رخپوش سیاه و دیو و دلبر اشاره کرد.